# Tessella apiola
Tessella apiola là một loài bướm đêm thuộc phân họ Arctiinae, họ Erebidae.